# Joaquín Bermúdez
Joaquín Bermúdez (20 października 1919) – piłkarz urugwajski, obrońca.
Jako piłkarz klubu CA Peñarol wziął udział w turnieju Copa América 1942, gdzie Urugwaj zdobył tytuł mistrza Ameryki Południowej. Bermúdez zagrał w trzech meczach – z Chile, Ekwadorem i Paragwajem. W każdym z tych spotkań tworzył parę obrońców z Agenorem Muñizem.
Po kontynentalnych mistrzostwach Bermúdez przeniósł się do Argentyny, gdzie rozegrał 16 meczów w barwach klubu River Plate.